# Phthona
Phthona là một chi ruồi hút máu thuộc họ ruồi rận Hippoboscidae. Có 3 loài. Chúng sống ký sinh trên chim ưng thuộc chi Microhierax.

## Phân bố
Đông Nam Á.

## Vật chủ
Chúng được tìm thấy trên các chi Microhierax. Collared Falconet (Microhierax caerulescens), Philippine Falconet (Microhierax erythrogenys) và Pied Falconet (Microhierax melanoleucus)

## Phân loại
- Chi Phthona Maa, 1969

- P. leptoptera (Maa, 1963)
- P. modesta (Maa, 1963)
- P. nigrita (Speiser, 1905)